# Grad Tintagel
Grad Tintagel (v kornijščini dintagel pomeni "utrdba v soteski") je srednjeveška utrdba na polotoku Tintagel Island, ki meji na vas Tintagel v severnem Cornwallu v Angliji. Območje je bilo verjetno naseljeno že v rimskem obdobju, kot je bilo ugotovljeno po predmetih iz tega obdobja na polotoku, vendar je dokazano, da je bilo naseljeno že prej. Naselje je nastalo v zgodnjem srednjem veku, ko je bilo verjetno ena od sezonskih rezidenc regionalnega kralja Dumnonije. Grad je prav tu zgradil Rihard, prvi grof Cornwallski, v 13. stoletju, v poznem srednjeveškem obdobju, ko je bil Cornwall del kraljestva Anglije. Nato je propadel.
Arheološke raziskave so se začele v 19. stoletju, saj je postal turistična zanimivost za obiskovalce, ki so prihajali gledat ruševine Rihardovega gradu. Leta 1930 so izkopavanja pokazala pomembne sledi veliko starejšega naselja večjega pomena, ki je imelo v pozni rimski dobi trgovinske vezi po Sredozemlju. 
Grad je povezan z legendami o kralju Arturju. Te so se začele v 12. stoletju, ko je Geoffrey  Monmouthski opisal Tintagel kot kraj Arturjevega spočetja v svoji Zgodovini britanskih kraljev  (Historia Regum Britanniae). Geoffrey je napisal zgodbo, po kateri je bil Arturjev oče kralj Uther Pendragon, prikrit z Merlinovo čarovnijo kot Gorlois, vojvoda Cornwallski, mož Igraine, Arturjeve matere. 
Grad Tintagel je bil turistična zanimivost že sredi 19. stoletja. Lastnik je Charles, valižanski princ, saj je  del vojvodstva Cornwalla, upravlja ga English Heritage.

## Zgodovina

### Rimsko obdobje
V 1. stoletju našega štetja so južni del Britanije napadli in zasedli Rimljani. Ozemlje sodobnega Cornwalla je bilo dodeljeno rimski upravni regiji Dumnonija, ki se je imenovala po lokalnem britanskem plemenu Dumnoni. Takrat je bila jugozahodna točka Britanije "oddaljena, neposeljena in zato tudi pomembna za [rimske oblasti], dokler ni v 3. stoletju našega štetja lokalna industrija kositra pritegnila pozornosti". Arheologi so našli pet miljnikov ali označevalcev poti v Cornwallu, ki so bili postavljeni v rimskem obdobju. Dva sta v bližini  Tintangela, kar dokazuje, da je bila tu včasih cesta.  
Cornwallski zgodovinar in arheolog Charles Thomas je leta 1993 ugotovil: "Do zdaj ni bilo izkopane strukture na [Tintagel] Islandu ... lahko bi navedli naselje v rimskem obdobju, domače kmečko ali kakšno drugačno". Kljub temu je količina očitno rimske keramike razkrila lokacijo v rimskem slogu, našli so usnjeno torbico z desetimi rimskimi kovanci manjše vrednosti, ki sega v čas vladanja Tetrika I. (270–272) in Konstancija II. (337–361 ). To kaže, da je bil "glede na nominalno vrednost ... otok ali kopensko območje poznejšega gradu (ali oboje ...) naseljen v 3. oziroma 4. stoletju", tudi če ni bilo mogoče najti nobenih dokazov o stavbah iz tega obdobja. 

### Zgodnje srednjeveško obdobje
Rimski nadzor v južni Britaniji se je končal po padcu zahodnega rimskega cesarstva v začetku 5. stoletja in območje se je razdelilo na več različnih kraljestev s svojimi kralji. Nekdanje rimsko okrožje civitas Dumnoniorum je očitno postalo Kraljevina Dumnonija s svojim kraljem  že v zgodnjem srednjem veku med 5. in 8. stoletjem. Naselje se je nadalje razvijalo kot naselje II. obdobja, kot ga imenujejo arheologi.  Je pa kar nekaj sporov med arheologi o tem, kaj točno je bilo na Tintagel Islandu v tem obdobju. V sredini 20. stoletja so običajno mislili, da je bil tu zgodnji krščanski samostan, a so arheologi zdaj prepričani, da je bilo tukaj naselje z močnim lokalnim vojskovodjem ali celo dumnonijskimi plemenitaši.
Arheolog Ralegh Radford je izkopaval tu od leta 1933 do leta 1938 in je pionir hipoteze, da je bil grad Tintagel samostan v II. obdobju. Njegove ugotovitve temeljijo na nekaterih podobnostih v strukturah zgodnjesrednjeveških elementov gradu Tintagel in samostana iz 7. stoletja v Whitbyju v Yorkshiru. 
Toda drugi arheologi se ne strinjajo  s tem. Namesto tega so zdaj prepričani, da je bilo to elitno naselje dumnonijskih velikašev in njihovega  spremstva v zgodnjem srednjem veku. Arheolog in zgodovinar Charles Thomas meni, da tukaj niso živeli vse leto, ampak so se selili okoli: "Običajno je bilo, da se je kralj s svojo družino, sorodniki, vzdrževanimi družinskimi člani, služabniki, uradniki, privrženci in zasebno stražo ali vojsko, verjetno najmanj 100 in 300 ljudi, premikal s svojim okornim spremstvom; posebno kadar ni bilo plemenskih spopadov ali kadar ga niso napadali ali plenili." Položaj tega območja je bil obramben v tem obdobju z velikim jarkom ob vhodu na polotok z le ozko vozno potjo, ki jo je moral prehoditi vsak, ko se je približal polotoku.
Našli so različne luksuzne predmete iz tega obdobja, afriško rdečo keramiko in keramiko terra sigillata, s katero so trgovali po Sredozemlju. Ob proučevanju te keramike je Charles Thomas ugotovil, da "[je] količina uvožene keramike iz Tintagela ... bistveno večja kot kjer koli drugje iz obdobja okoli 450–600 v Veliki Britaniji ali na Irskem", in to ne glede na to, da je bilo le okoli 5 odstotkov dostopne površine otoka izkopano ali preučeno. Posamezne ladje so morda prevažale tovor 600 ali 700 amfor.  To naj bi bil dokaz, da je bil Tintagel mesto, v katerem so se v zgodnjem srednjem veku ladje zasidrale in skladiščile svoj tovor iz južne Evrope.

### Pozno srednjeveško obdobje
Leta 1225 je Rihard, 1. grof Cornwallski, z Gervasom iz Tintagela zamenjal zemljišče Merthen (prvotno del dvorca v Winniantonu) za grad Tintagel. 
Grof Rihard je leta 1233 tu zgradil grad in nastala je povezava z Arturjevimi legendami, ki jih je ustvaril Geoffrey Monmouthski za to območje, , ki je bilo videti kot tradicionalen kraj cornwallskih kraljev. Grad je bil zgrajen v bolj staromodnem slogu za tisti čas, da bi bil videti starejši.
Ralegh Radford pa je datacijo v obdobje grofa Riharda nadomestil, saj je najzgodnejše elemente gradu pripisal grofu Reginaldu iz Dunstanvilla, poznejše pa grofu Rihardu.  Sidney Toy v svojem delu Gradovi: kratka zgodovina utrdb od 1600 pr. n. št. do 1600 n. št. (London: Heinemann, 1939) zagovarja zgodnejše obdobje.
John Holland, 1. vojvoda Exeterski, je bil leta 1389 imenovan za upravitelja v gradu Tintagel.

### Zgodnja sodobna doba
Grofje Cornwallski po Rihardu niso bili zainteresirani za grad in so ga prepustili visokemu izvršilnemu uradniku Cornwalla. Del je bil uporabljen kot zapor, zemlja opuščena kot pašnik. Grad je razpadal, streha nad viteško dvorano iz 1330-ih je bila odstranjena. Grad je še bolj razpadel tudi zaradi erozije v ožini. John Leland ga je obiskal v zgodnjih 1540-ih in ugotovil, da je dostop do otoka mogoč po mostu iz drevesnih debel. Angliji je v 1580-ih grozil napad Španije, zato je obrambo okrepila pri Železnih vratih (Iron Gate). Posestvo Tintagel je je v 1650-ih kot vojvodino Cornwalla zasegla vlada Commonwealtha in ga vrnila vojvodini leta 1660. Dajanje območja v najem za pašo ovc se je nadaljevalo vse do 19. stoletja. 

### 19. in 20. stoletje
V viktorijanski dobi so bili ljudje obsedeni z Arturjevimi legendami in ruševine gradu so postale turistična znamenitost. Današnje naselje Tintagel je bilo do leta 1850 znano kot Trevena, ko je bilo ugotovljeno, da bi bilo priročno uporabljati ime župnije namesto imena vasi. Strogo gledano je Tintagel samo ime rta; rt Tintagel je skrajna jugozahodna točka Castle Islanda in razvaline gradu so deloma na "otoku" in delno na sosednji celini. Rt otoka, ki štrli v morje, je Pen Diu (v kornijščini penn du pomeni 'črni rt'). 
R. B. Kinsman (umrl 1894) je bil častni stražnik. Zgradil je dvoriščno obzidje in zaposlil vodnika za obiskovalce po gradu. Takrat so bile stopnice varne na obeh straneh ožine, čeprav bi lahko planoto dosegli tudi od tam, kjer so se pasle ovce. Od leta 1870 je bil kratek čas v bližini Merlinove jame rudnik. V 20. stoletju so za območje skrbeli poseben urad (Office of Works) in njegovi nasledniki (od leta 1929 dalje). Leta 1975 je bil za dostop zgrajen lesen most.
V poznem 19. in v začetku 20. stoletja niso nič izkopavali, razen v kapeli, zato so nastale ideje, da je bil vrt pokopališče in odtis Arturjeve stopinje kraj, na katerem je prišel na kopno.  Odtis stopala kralja Arturja (King Arthur Footprint) je luknja v skali na najvišji točki južne strani Tintagel Islanda. Ni povsem naravna, saj so jo delno oblikovale človeške roke. ] Morda so jo uporabljali pri ustoličevanju kraljev in poglavarjev, saj je mesto z dolgo zgodovino, ki sega nazaj v srednji vek. 
Leta 1999 je bilo nekaj polemik glede gradu Tintagel in drugih mest v Cornwallu pod vodstvom English Heritage. Člani skupine Revived Cornish Stannary Parliament so odstranili več znakov, ker so nasprotovali uporabi imena English Heritage, kajti Cornwallci so samostojen narod. Trije moški, ki so sodelovali pri odstranjevanju znakov, so bili obtoženi zarote, da so povzročil škodo, vendar stroškov niso poravnali, ko so  pred sodiščem obljubili, da se to ne bo ponovilo. 

### 21. stoletje
Leta 1915/16 je Peter Graham po naročilu English Heritage več kot tri mesce klesal bradat obraz, ki predstavlja Merlina, v skalo v bližini jame, znane kot Merlinova jama.  Projekt, ki bo predvidoma vključeval velik kip kralja Arturja (Rubin Eynon), obkrožen s skulpturami, ki naj bi ponazarjale okroglo mizo, in konzolno jekleno brv (Ney & Partners in William Matthews Associates), namenjeno spominu na Arturjev meč, je povzročil več polemik.  Lokalni svetnik je obtožil English Heritage razgradnje arheološkega kraja in pokrajine, ko opisuje Merlinovo podobo kot "stripovski lik" in "skrunitev", čeprav so mnogi domačini zadovoljni s podobo. Polemika je del širšega vprašanja o upravljanju spomenika. Tintagel je ena izmed petih največjih znamenitosti s približno 200.000 obiskovalci letno in do 3000 dnevno v vrhuncu poletne sezone. 

## Legenda o Arturju
Grad je povezan z Arturjevimi legendami, ki so prvič omenjene v knjigi Geoffreyja Monmouthskega Historia Regum Britanniae ( 'Zgodovina britanskih kraljev'). Napisana je bila okoli 1135–38. V njej je legenda podrobno opisana. Po Geoffreyju in legendi je bil Arturjev oče Uther Pendragon, kralj vse Britanije. Začel je vojno proti Gorloisu, vojvodi Cornwallskemu, da bi osvojil njegovo ženo Igraine, v katero se je zaljubil. Gorlois je branil svojo trdnjavo Dimilioc, Igraine pa je poslal na varno v grad Tintagel, ki je bilo njegovo najvarnejše zatočišče. Uther je oblegal trdnjavo in svojemu prijatelju Ulfinu zaupal, da je zaljubljen v Igraine. Ulfin je bil prepričan, da je nemogoče zavzeti Tintagel, ker je "tik ob morju, obkrožen z morjem na vseh straneh, in ni druge poti kot ozek skalni prehod, ki ga lahko ubranijo trije oboroženi bojevniki, ki varujejo vstop, pa tudi če bi bila za tabo celotna Britanija." Zgodba Geoffreyja Monmouthskega pojasni, kako je čarovnik Merlin čudežno spremenil Utherja v Gorloisa, da bi mu pomagal priti v grad Tintagel, sebe in Ulfinova pa je spremenil v Gorloisova tovariša. Tako prikriti so lahko vstopili v Tintagel, Uther je šel k Igraine in "v tej noči je bil spočet najbolj znan moški, to je Artur". 
Geoffreyjeva knjiga omenja grad Tintagel kot kraj Arturjevega spočetja, ampak "nikjer ne trdi, da se je Artur rodil na Tintagelu ali da je kdaj obiskal mesto kasneje v življenju ali pa da je trdnjava postala njegova last, ko je bil kralj". Legenda in knjiga sta še vedno zelo priljubljeni in sta se širili po vsej Britaniji v poznem srednjem veku, ko je bilo napisanih več Arturjevih besedil, mnoga še naprej širijo idejo, da je Artur sam dejansko rojen na Tintagelu.  Zdaj je pešpot od tu do gradu Cadbury v Somersetu imenovana Arturjeva pot. 
Mnogi še vedno nasprotujejo tem legendam. Arheolog C. A. Ralegh Radford ni verjel v legende in vsa združenja. Leta 1935 je razglasil, da "sploh še ni bilo na voljo nobenih konkretnih dokazov v podporo legendam, povezanih z gradom in kraljem Arturjem". Charles Thomas, strokovnjak za corwalsko zgodovino, ni mogel najti trdne povezave predvsem zaradi tega, ker so se legende in zgodbe v tistem obdobju širile le ustno. Thomas je leta 1993 izjavil, da "v zgodnji cornwallski ljudski pripovedi preprosto ni neodvisno potrjene povezave kralja Arturja s Tintagelom v kateri koli starosti ali v kakršni koli vlogi".

## Izkopavanja
Leta 1930 je bila sprejeta odločitev, da se začne veliko arheološko izkopavanje, ki ga je vodil devonski arheolog Courtenay Arthur Ralegh Radford (1900–1999). Od leta 1929 in 1934 je bil zaposlen kot inšpektor spomenikov v Walesu in Monmouthshiru  in od leta 1936 kot direktor britanske šole v Rimu. Izkopavanja so se začela leta 1933 in leta 1935 je Ralegh Radford napisal vmesno poročilo in vodnik z naslovom Tintagel Castle, ki ga je objavil H. M. Stationery Office. Zaposleni so bili nekdanji delavci kamnoloma (zadnji kamnolom v klifih Tintagela je bil zaprt leta 1937), ki so delali pod usposobljenim delovodjem. Izkopavanja so bili prisiljeni prenehati leta 1939 zaradi izbruha druge svetovne vojne. Veliko izvirnih poročil o delih je bilo uničenih, ko je bila Radfordova hiša v Exetru bombardirana.
V sredini 1980-ih je požar na Tintagel Islandu povzročil precejšnjo erozijo vrhnje plasti tal in pokazalo se je več gradbenih temeljev od tistih, ki jih je našel Ralegh Radford.  Leta 1998 je bil najden kamen iz Artognoua (Artognou Stone), skrilavec z napisom v latinščini, kar dokazuje, da so v tej regiji po propadu rimske Britanije preživeli latinsko pismeni prebivalci. 
Izkopavanja poleti leta 2016 so dala ostanke različnih srednjeveških struktur, dobro zgrajene sorazmerno velike zgradbe iz 5. in 6. stoletja, [21] keramiko in steklene najdbe, ki kažejo, da so bili ljudje, ki so živeli na Tintagelu elita, [39] ki je pila vino, uvoženo iz vzhodnega Sredozemlja, in uporabljala posodo za hrano iz severne Afrike in Galije.